# Вариация отображения
Вариация отображения — числовая характеристика отображения, связанная с его дифференциальными свойствами.
Понятие «вариация отображения» было определено С. Банахом.

## Двухмерный случай
Рассмотрим определение вариации отображения для двухмерного случая.
Пусть дано отображение
{\displaystyle \alpha \colon x=f(u,\;v),\;y=\varphi (u,\;v),}
где {\displaystyle f(u,\;v)} и {\displaystyle \varphi (u,\;v)} — непрерывные на квадрате {\displaystyle D_{0}=[0,\;1]\times [0,\;1]} функции. Говорят, что отображение {\displaystyle \alpha } имеет ограниченную вариацию, если существует число {\displaystyle M>0} такое, что для любой последовательности неперекрывающихся квадратов {\displaystyle D^{i}\subset D_{0}\;(i=1,\;2,\;\ldots )} со сторонами, параллельными осям координат {\displaystyle u,\;v}, справедливо неравенство
{\displaystyle \sum _{i}\mathrm {mes} \,D_{xy}^{i}\leqslant M,}
где {\displaystyle D_{xy}} — образ множества {\displaystyle D^{i}\subset D_{0}} при отображении {\displaystyle \alpha },
{\displaystyle \mathrm {mes} \,D} — плоская мера Лебега множества {\displaystyle D}.
Численное значение вариации отображения {\displaystyle V(\alpha )} может быть определено различными способами. Например, если отображение {\displaystyle \alpha } имеет ограниченную вариацию, то его вариация {\displaystyle V(\alpha )} может быть определена по формуле:
{\displaystyle V(\alpha )=\iint \limits _{-\infty }^{\quad +\infty }N(s,\;t)\,ds\,dt,}
где {\displaystyle N(s,\;t)} — число решений системы {\displaystyle f(u,\;v)=s,\;\varphi (u,\;v)=t}, или так называемая индикатриса Банаха отображения {\displaystyle \alpha }.
Было показано, что если отображение {\displaystyle \alpha } имеет ограниченную вариацию, то почти всюду на {\displaystyle D_{0}} существует обобщённый якобиан {\displaystyle J(P)}, где {\displaystyle P\subset D_{0}}, который интегрируем на {\displaystyle D_{0}}. При этом
{\displaystyle J(P)\,{\stackrel {\mathrm {def} }{=}}\lim _{\mathrm {mes} \,K\to 0}{\frac {\mathrm {mes} \,K_{xy}}{\mathrm {mes} \,K}},}
где {\displaystyle K\subset D_{0}} — квадрат, содержащий точку {\displaystyle P\subset D_{0}}, стороны которого параллельны осям {\displaystyle u,\;v};
{\displaystyle K_{xy}} — образ множества {\displaystyle K};
{\displaystyle \mathrm {mes} \,K} — плоская мера Лебега множества {\displaystyle K}.